# Green River (biflod till Coloradofloden)
För städerna, se Green River, Utah eller Green River, Wyoming.

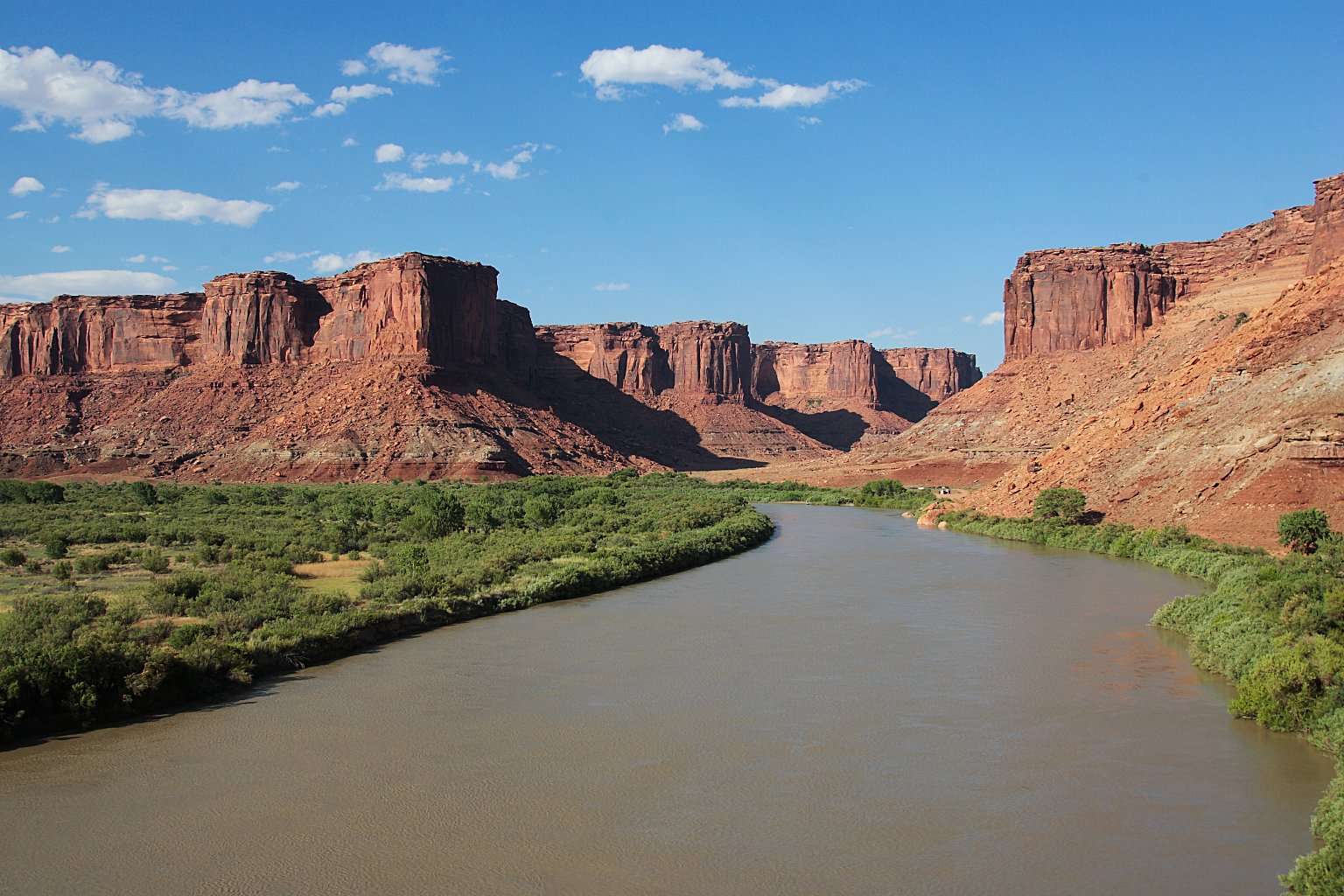
Green River vid Mineral Bottom i Utah.

Green River är en källflod till Coloradofloden. Flodens källor finns i Wind River Range i Wyoming. Den genombryter Uinta Monuntains och rinner in i Utah och Colorado. Under sitt flöde genom Uinta Mountains bildar den en väldig kanjon, Ladore Gate, 1200 kilometer lång. Floden flyter samman med Coloradoflodens övre lopp i Canyonlands nationalpark väster om Monticello, Utah.